# Fromage de Rocroy
De Fromage de Rocroy is een Franse kaas, van origine afkomstig uit de Champagne, uit de Franse Ardennen.
Bijzonder van deze kaas is, dat de kaas van ontroomde melk gemaakt is, en dus nul procent vet bevat. Verder wordt de kaas als iedere gewassenkorstkaas geproduceerd en gedurende de rijping steeds gewassen. De kaas heeft een sterke smaak en geur, te vergelijken met de Maroilles.